# Pandaka trimaculata
Pandaka trimaculata är en fiskart som beskrevs av Akihito och Meguro, 1975. Pandaka trimaculata ingår i släktet Pandaka och familjen smörbultsfiskar. Inga underarter finns listade i Catalogue of Life.